# Teresio Bosco
Teresio Bosco (Montemagno, 29 maggio 1931 – Torino, 11 febbraio 2019) è stato uno scrittore, presbitero e teologo italiano.

## Biografia
Ordinato sacerdote tra i Salesiani, studiò teologia e svolse il ruolo di insegnante essendo iscritto al collegio dei professori in lettere di Torino. Fu inoltre giornalista dal 1966, principalmente su riviste pubblicate dai salesiani: diresse la rivista Il bollettino salesiano e lavorò presso la casa editrice dei salesiani italiani, la LDC. Pubblicò volumi anche per altre case editrici, tra cui Mursia e SEI.
Noto per la pubblicazione di libri biografici, destinati soprattutto agli adolescenti, su grandi personaggi della storia del Novecento, come Madre Teresa di Calcutta, papa Giovanni XXIII, san Domenico Savio, Martin Luther King. Importante è il suo lavoro di divulgazione sulla vita e sulle opere di don Bosco, in particolare “Don Bosco. Una biografia nuova”, tradotto in tutte le lingue della Congregazione.. Ha scritto numerose opere destinate alla catechesi.

## Opere
Tra le pubblicazioni possono essere citate:
- Uomini come noi (Società Editrice Internazionale, 1968)
- Facce celebri - Carrellata di 40 personaggi celebri (Elledici, 1970)
- Segreti della scienza e della tecnica (SEI, 1970)
- Terra pianeta che sanguina (SEI, 1973)
- Tempi che scottano (SEI, 1975)
- Don Bosco una biografia nuova (Elledici, 1979)
- Viaggio verso la vita (Sei, 1982)
- Di professione uomini (Mursia, 1985)
- Uomini di pace-Uomini di guerra (Società Editrice Internazionale, 1985)
- Don Bosco. Storia di un prete (Elledici, 1987)
- Testimoni di un'epoca (Mursia, 1991)
- I pensieri di don Bosco (Elledici, 1998)
- Un colpo alla nuca per Pino Puglisi parroco  (Elledici, 2002)
- Madre Teresa, "il sorriso di Dio": una biografia (Elledici, 2003)
- San Domenico Savio visto da vicino (Elledici; 2004)
- Mamma Margherita. Madre di Don Bosco (Elledici, 2005)
- Il Cristianesimo in 50 lezioni (Elledici, 2006)
- Giovanni XXIII. Il "Papa buono" (Elledici, 2007)
- Beato Zeffirino Namuncurá. Il giglio della Pampa (Elledici, 2008)
- Paolo il primo missionario (Elledici, 2008)
- Giovanni Paolo II. Il Papa del coraggio (Elledici, EMP, Velar, 2011)